# نيل كير
نيل كير (بالإنجليزية: Neil Kerr)‏ هو مدرب كرة قدم ولاعب كرة قدم بريطاني (وحمل سابقاً جنسية المملكة المتحدة لبريطانيا العظمى وأيرلندا) في مركز جناح ‏، ولد في 13 أبريل 1871 في المملكة المتحدة، وتوفي في 1901. شارك مع منتخب اسكتلندا لكرة القدم. أما مع النوادي، فقد لعب مع نادي دمبرتون ونادي رينجرز ونادي فالكيرك ونادي ليفربول ونوتينغهام فورست وCowlairs F.C. ‏.